# Unión de tubos de plomo

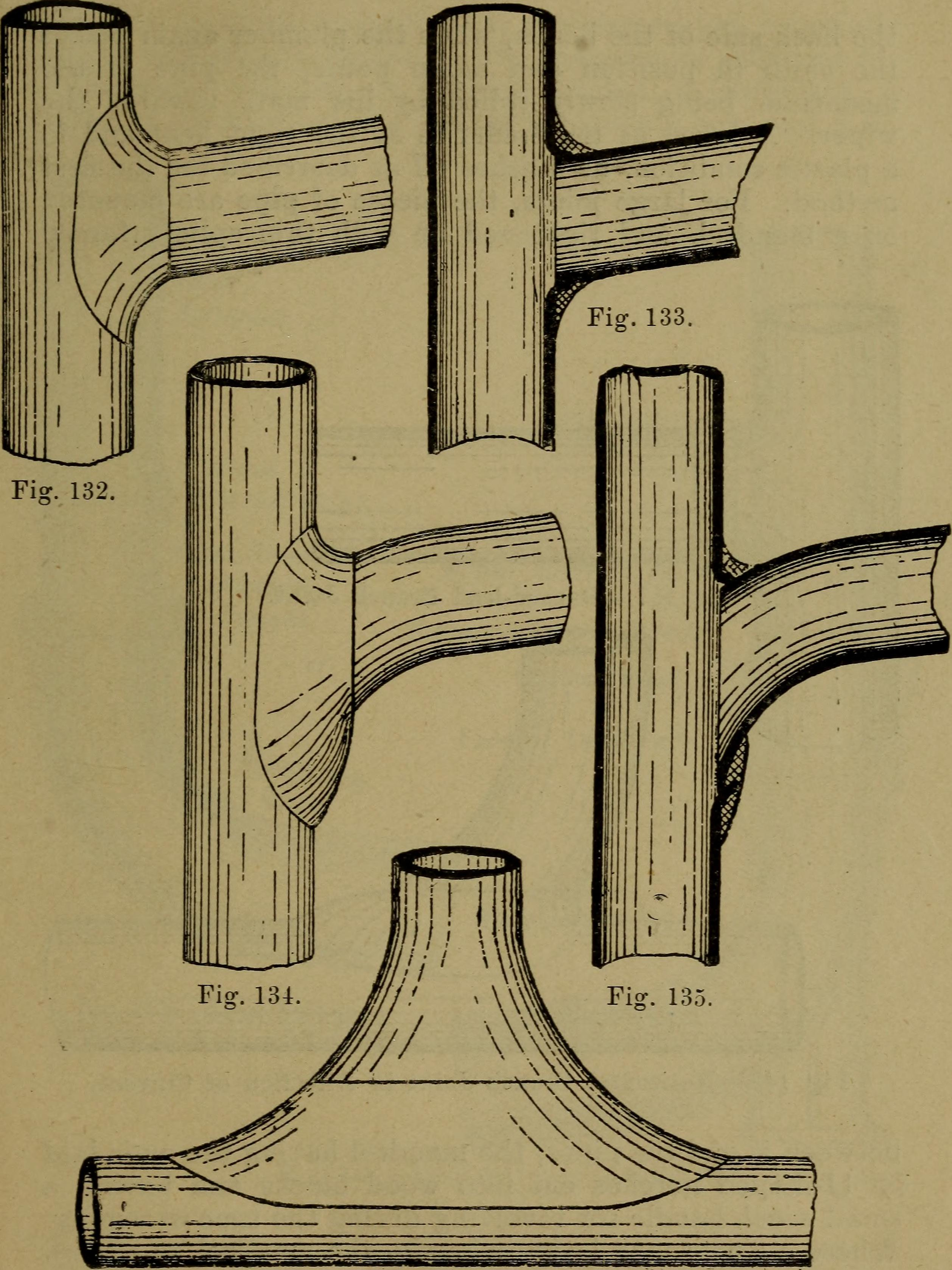
Uniones típicas para conectar tuberías de plomo

La unión de tubos de plomo o unión limpia es un tipo de soldadura blanda utilizado para unir tuberías de plomo, generalmente por los fontaneros.

## Proceso
La característica definitoria de una unión limpia es que el proceso de soldadura implica trabajar mecánicamente o "limpiar" la unión. Además de calentar la soldadura y aplicarla en la unión, se le da forma manualmente, frotándola con una herramienta no metálica para formar una forma exterior con una superficie lisa. Se basa en el uso de una soldadura de plomo y estaño con un amplio rango eutéctico. Se trata de una aleación con una composición que, cuando se calienta y se funde, presenta un amplio rango en el que no es ni completamente sólida ni completamente líquida, sino que es una mezcla en equilibrio de sólido y líquido simultáneamente. La textura "pastosa" resultante y la fluidez mecánica permiten que la junta se pueda moldear para darle forma.
El grado de soldadura utilizado para soldar tubos de plomo es la soldadura de fontanero (80 % plomo / 20 % estaño). Aunque se considera que esta es una soldadura de alto punto de fusión entre las soldaduras de plomo y estaño, el solidus es relativamente constante para todas estas soldaduras y es el liquidus el que sube desde el punto eutéctico en Sn 63% / Pb 37%..

### Técnica

Ensanchador de tubos

Para las tuberías, primero se da forma a las dos partes para que encajen perfectamente. Como el plomo es un metal dúctil, esto se hacía fácilmente a mano utilizando una variedad de mazos y mazos moldeados. También se podían utilizar conos de madera para estirar el diámetro de un tubo de modo que otro de tamaño nominalmente igual pudiera caber dentro de él. Luego se limpiaba el metal raspando la superficie y protegiéndolo después con un fundente de sebo.
Las áreas que no debían recibir fundente se pintaban con pasta de plomero, que era una mezcla de negro de humo y pegamento; o harina, sal, azúcar y agua. El plomo no se adheriría y la pasta de plomero se lavaba más tarde. Se aplicaba calor con un soplete y cuando la unión estaba caliente, se aplicaba el extremo de una barra de soldadura y se dejaba fundir sobre la unión.
Una vez fundida, la soldadura adquiere un comportamiento “pastoso” debido a sus propiedades eutécticas y puede trabajarse durante cierto tiempo antes de endurecerse. El modelado se hacía con un pedazo de « molesquín » , una almohadilla de tela de algodón resistente al calor cubierta con sebo  o bien con un palo de madera, también engrasado con sebo.

## Aplicaciones

### Plomería

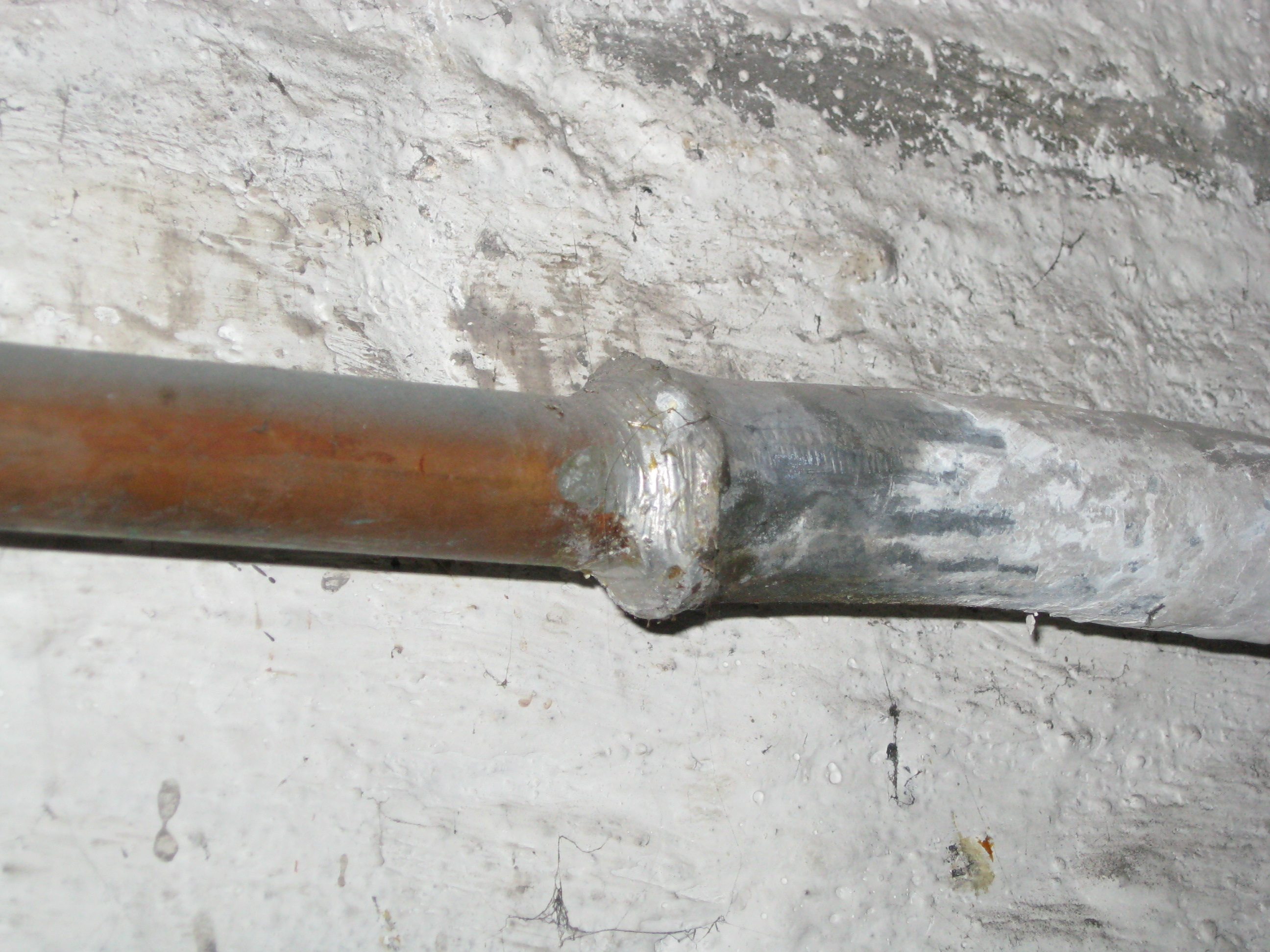
Unión de tubos (cobre-plomo)

La unión de plomero se utilizó durante siglos para instalar tuberías de agua o también de gas, pudiéndose ver uniones similares en las tuberías romanas. Como la técnica de unión limpia permitía una gran flexibilidad "in situ" para el estilo y las dimensiones del trabajo realizado, esto significaba que los plomeros necesitaban pocas piezas además de las tuberías, tiras de plomo y soldadura. Las uniones grandes y complejas podían ser realizadas únicamente con la habilidad del artesano. Con el desarrollo de la plomería de cobre, se necesitaron muchos tipos y tamaños diferentes de accesorios de plomería prefabricados en talleres especializados, que se ensamblan en el lugar de uso.
En los últimos años de la implantación de tuberías de plomo, se reconoció que los efectos de las tuberías de plomo sobre la salud eran un problema para el agua potable, especialmente en zonas con agua blanda. Se utilizaron tubos de plomo revestidos de estaño, soldados sobre una fina junta de latón. Estos necesitaban cuidado especial al limpiar la unión, para no sobrecalentarlos y derretir la capa de estaño.
Las uniones de tubos de cobre con plomo se pueden hacer frotando el plomo sobre la tubería de cobre, como si fuera una unión de plomo con plomo. Sin embargo, la barra de soldadura Pb80Sn20 utilizada humedece poco el cobre, por lo que debe estañarse primero, utilizando una soldadura más rica en estaño y un fundente activo.

### Cables subterráneos
También se utilizaron cables revestidos de plomo para cables telefónicos, ya que la cubierta exterior de plomo duraba una vez enterrada en suelo húmedo. La unión de dichos cables también podía requerir uniones limpias. Una unión típica de este tipo implicaría una unión o unión en T entre cables, con los pares de cobre en el interior unidos mediante soldadura fina y aislamiento, y luego toda la unión envuelta en una lámina de plomo y soldada. Este tipo de uniones continuaron hasta la década de 1960 cuando se empezaron a utilizar cables revestidos de polietileno.
La unión limpia de plomero se seguirá utilizando mientras haya tuberías de plomo en servicio. Aunque hoy en día las tuberías de plomo son poco frecuentes, por razones de salud, La unión limpia sigue siendo el modo habitual de conectarlas. Aunque lo más común es hacer una unión acortando el cable viejo e instalando una nueva tubería de cobre o plástico más allá de la unión. Hoy en día, estas uniones suelen realizarse con una unión mecánica patentada, sellándose el plomo blando mediante un anillo de compresión mecánica.

### Carrocería de automóviles
Una técnica más antigua para rellenar las carrocerías de los automóviles, antes de la era del plástico, era el uso de soldadura para carrocería. Se trataba de una técnica de limpieza a base de plomo para rellenar huecos y puntos bajos en la carrocería de acero, aplicando soldadura con una técnica de limpieza similar y una paleta de madera. La soldadura utilizada tenía un contenido de estaño aún menor, alrededor del 10%.